# رابر دفوسه
رابر دفوسه (فرانسوی: Robert Défossé‎؛ ۱۹ ژوئن ۱۹۰۹ – ۳۰ اوت ۱۹۷۳) بازیکن فوتبال اهل فرانسه بود.
از باشگاه‌هایی که در آن بازی کرده‌است می‌توان به باشگاه فوتبال لیل اشاره کرد.
وی همچنین در تیم ملی فوتبال فرانسه بازی کرده‌است.